# Haloprogina
La haloprogina es un éter fenólico halogenado (triclorofenol yodado) con propiedades fungicidas.
El fármaco es activo contra varios tipos de hongos, como Epidermophyton, Pityrosporum, Microsporum y Candida.
Este fármaco fue discontinuado.

## Usos
El uso principal del fármaco es para la tinea pedis, aunque el índice de curaciones es del 80%, lo que la hace equiparable al tolnaftato. También se usa en tinea cruris, tinea corporis, tinea manuum y tinea versicolor. La haloprogina también se usa para infecciones mucocutáneas.
Un estudio controlado sobre la eficacia comparativa entre el tolnaftato y la haloprogina en tinea pedis encontró que cuando la curación se evaluó mediante hallazgos de laboratorio negativos, la haloprogina dio una tasa de curación significativamente más alta que el tolnaftato.

## Desventajas
Durante el tratamiento con haloprogina, puede haber ocasionalmente irritación, prurito, sensaciones urentes, vesiculación, aumento de la maceración y "sensibilización" (o exacerbación de la lesión), especialmente en el pie, si se lleva un calzado oclusivo. Es posible que la sensibilización indique una rápida respuesta terapéutica en la cual la liberación de toxinas empeora temporalmente la lesión.
En pruebas se observó que la haloprogina no es activa in vitro contra Trichophyton mentagrophytes.
La haloprogina se absorbe mal a través de la piel; se convierte en triclorofenol en el cuerpo.

## Toxicidad
La toxicidad sistémica para las aplicaciones tópicas se ha reportado baja.
El fármaco fue descontinuado cuando comenzaron a salir mejores medicamentos para tratar las infecciones por dermatofitos.